# Trận Strehla
Trận Strehla là một cuộc giao tranh trong chiến dịch của người Áo tại Sachsen (1760) vào cuộc Chiến tranh Bảy năm, đã diễn ra vào ngày 20 tháng 8 năm 1760, tại thị trấn Strehla trên sông Elbe, cách Meissen 22.53 km về hướng tây bắc, ở Sachsen (Đức). Trong trận chiến quyết liệt này, một đạo quân của Phổ dưới quyền tổng chỉ huy của Thiếu tướng Von Hülsen đã đánh tan tác cuộc tấn công của quân đội Áo và quân đội Đế quốc La Mã Thần thánh dưới sự tổng chỉ huy của Karl Friedrich, Sứ quân Bá tước Zweibrücken-Birkenfeld  (với sự tham gia của tướng Haddick và Vương công Stolberg), buộc quân đội Áo - Đế quốc La Mã Thần thánh phải rút chạy, bất chấp sự bất lợi của quân đội Phổ về mặt quân số. Thất bại nặng nề của quân đội Đế chế và quân Áo tại trận Strehla đã mang lại những thiệt hại nặng nề cho họ (trong số đó Vương công xứ Nassau và Thiếu tá Gooks bị bắt làm tù binh), trong khi phía Phổ chỉ hứng chịu thiệt hại nhỏ.
Sau khi nhà Vua Phổ Friedrich II (Friedrich Đại đế) đập tan một đội quân Áo trong trận Liegnitz (1760) tại tỉnh Schlesien, ông đã kéo đại quân của mình đến xứ Sachsen. Trong khi đó, quân đội Liên minh Áo - Đế quốc La Mã Thần thánh đã tiến quân hòng cắt đứt liên lạc giữa đội quân Phổ dưới sự điều khiển của tướng Von Hülsen và Torgau. Trước tình hình đó, Hülsen đã rút khỏi doanh trại của ông tại Meissen vào ngày 16 tháng 8, và hành binh tới Strehla mà không chịu thiệt hại nào. Vốn vào cuối tháng 8, Công tước xứ Württemberg đã tăng viện cho quân đội Áo - Đế quốc La Mã Thần thánh, và điều đó đã tạo điều kiện cho người chỉ huy của họ là Sứ quân Bá tước Zweibrücken-Birkenfeld tiến công đối phương. Quân của ông chia làm 2 đạo, và xuất hiện bên cánh phải của Von Hülsen vào đầu ngày 20 tháng 8 năm 1760. Một đạo quân của Zweibrücken đã công kích 1 tiền đồn của quân Phổ được án ngữ bởi 4 tiểu đoàn phóng lựu, trên một cao điểm. Cuộc tiến công này đã diễn ra rất quyết liệt. Trong khi đó, đạo quân thứ hai của Zweibrücken đã dàn đội hình nhằm đe dọa đến doanh trại của Hülsen và ngăn ông chi viện cho 4 tiểu đoàn của mình. Tuy nhiên, 4 tiểu đoàn Phổ đã kiên cường chiến đấu và giữ vững trận địa, đánh bật mọi đợt tấn công của đối phương. Mặc dù vậy, tướng Von Hülsen nhận thấy rằng ông cần phải nhanh chóng vãn hồi cho các lực lượng này. Và ông đã truyền lệnh cho lực lượng kỵ binh của mình đi vòng qua một khoảng đất cao để tấn công sườn của đối phương.
Mệnh lệnh của ông đã được thực hiện một cách vô cùng mạnh mẽ: các tiểu đoàn và kỵ binh của Áo - Đế chế bị đánh tan và rơi vào tình trạng hỗn loạn. Chiến thắng này đã mở đường cho vị tướng Phổ đến Torgau – nơi mà ông sẽ triệt binh đến ngay sau thắng lợi do biết rằng toàn bộ quân đội Đế chế đang tiến quân để cắt đứt liên lạc của ông với sông Elbe. Cuộc triệt thoái này đã đặt tiền đề cho người Áo thổi phồng trận đánh thành một chiến thắng của họ. Song, trong khi trận đánh tại Strehla thể hiện sự bày binh khéo léo của Von Hülsen, nó cũng cho thấy khả năng của Đại tá Kleist trên cương vị chỉ huy Khinh kỵ binh trong cuộc ấn công thành công của kỵ binh Phổ. Vào ngày 30 tháng 9, Hülsen đóng quân tại Wittenberg,, dù quân đội Áo - Đế chế cuối cùng đã giành được Torgau từ tay đội quân trú phòng của tướng Normann.